# Isolepis australiensis
Isolepis australiensis là loài thực vật có hoa trong họ Cói. Loài này được (Maiden & Betche) K.L.Wilson mô tả khoa học đầu tiên năm 1981.